# Abbaye de Beaupré à Achy
Pour les articles homonymes, voir Abbaye de Beaupré.
L'abbaye de Beaupré est une ancienne abbaye cistercienne masculine, fondée au XIIe siècle. Détruite en grande partie, elle est située à  Achy, commune de l'Oise. L'abbaye fait l’objet d’une inscription au titre des monuments historiques depuis le 24 mai 1988. Cette protection concerne l'entrée monumentale, les anciens bâtiments réguliers datant du XVIIIe siècle, les vestiges du moulin abbatial, les communs à l'exclusion des éléments du XIXe siècle et enfin les parcelles formant le sol de l'abbaye.

## Historique

### La Fondation
L'abbaye (Bellum Pratum en latin) est fondée en 1134 ou 1135 par le seigneur Manassès de Milly, seigneur d'Achy et confiée à l'ordre cistercien. Il fait venir douze moines venus de l'abbaye d'Ourscamp, elle-même fille de l'abbaye de Clairvaux, dirigé par leur premier abbé, Pierre. Le fondateur est inhumé dans l'abbatiale, de même que les seigneurs Raoul de Mouchy en mai 1270 ou Jean de Conty ou encore un peu plus tard Simon de Clermont, évêque de Beauvais et ancien régent de France en 1312.  Il subsiste une partie du cartulaire de l'abbaye à la Bibliothèque nationale de France pour les années 1201 à 1300. Des bulles de reconnaissances sont accordées par les papes Luc II en 1144 et Eugène III en 1147. Les premiers bâtiments sont construits et consacrés en 1136.

### Aménagements et évolutions de l'abbaye
Située dans la vallée du Petit Thérain, les moines de l'abbaye réalisent les premiers aménagements hydrauliques dès le XIIe siècle afin de drainer les terrains du domaine. Le cours de la rivière est dévié, des fossés sont creusés ainsi que des canaux souterrains maçonnés de pierre. Au sud de la rivière canalisée se trouvaient l'abbatiale, le cloître, la salle capitulaire, le réfectoire et le logis abbatial, alors qu'au nord se trouvent le vivier, la ferme et le moulin. Les moines étendent leur domaine par l'acquisition de la forêt voisine de Malmifait, pour moitié en 1153 puis en totalité en 1159. Ils possédaient par ailleurs la ferme voisine de Woimaison depuis 1140 à la suite du don d'Hugues de Marlet. Une fois achevée, l'église abbatiale est consacrée en 1170.
Au mois d'août 1346, les troupes anglaises d'Édouard III ravagent l'abbaye. En 1671, des inondations détruisent à nouveau les bâtiments, dont la palais abbatial qui ne sera jamais reconstruit, celui-ci étant transféré dans la ferme de Woimaison.[réf. nécessaire]
En 1644 et 1671, de violentes inondations détruisent une partie des bâtiments de l'abbaye. Vers 1705, Hippolyte de Béthune, ancien aumônier de la reine et évêque de Verdun, fait restaurer les bâtiments. Le moulin est reconstruit en 1736 selon la date inscrite sur son linteau de porte, de même que l'église abbatiale, sous l'abbé commendataire Henry Hubert de Courtalvert de Pezé, vers 1750[réf. nécessaire].

### Dissolution de l'abbaye
Les bâtiments sont vendus comme bien national à la Révolution et adjugés le 10 mars 1791, à M. Beaurain des Zizonnières, contrôleur du grenier à sel de Grandvilliers, et le moulin est adjugé à Nicolas Taret, ancien domestique et fermier, pour 30 000 livres. Il reste alors 10 moines dans l'abbaye. La forêt de Malmifait devient domaniale. De Zizonnières revend en 1803, le domaine à trois entrepreneurs qui y installent une filature de coton. L'usine ferme en 1824 et l'abbaye est vendue à la démolition : l'abbatiale est détruite de même que le cloître et les bâtiments réguliers. Le moulin est utilisé constamment pendant le XIXe siècle et les bâtiments restant servent à usage agricole et artisanal. Le moulin est en grande partie reconstruit en 1868. Il est aujourd'hui abandonné.

## Architecture de l'abbaye
Seuls subsistent l'entrée monumentale du XVIIIe siècle, une grande salle couverte voutée désignée comme réfectoire, les vestiges du moulin et les communs aménagés en logements. L'ensemble est inscrit au titre des monuments historiques en 1988. Un projet de carrière lancé à la même époque pousse à la création d'une association de sauvegarde pour protéger les vestiges subsistant.

## Filiation et dépendances
Beaupré est fille de l'abbaye Notre-Dame d'Ourscamp.

## Liste des abbés
D'après Gallia Christiana

### Abbés réguliers
- Pierre I (1135-1153)
- Théodéric (1153-1160)
- Odon ou Eudes (1160-1200)
- Guillaume I (1200-1207)
- Guy
- Joscelin (1210-1231)
- Arnoult (1231-1272)
- Pierre II (1272-1280)
- Raoul (?-?)
- Thomas (?-1293)
- Bernard
- Pierre III (?-1344)
- Michel de Bauzemont 1351
- Jean I
- Nicaise
- Matthieu Pillard dit de Marseille
- Guillaume II d'Achy (1374-?)
- Nicolas de Bazemont 1379
- Louis I Willart
- Jean II
- Gilles (1406-1412)
- Robert I
- Laurent
- Matthieu II
- Jean III
- Jean IV Larchonne (1445-?)
- Isidore (1460-?)
- Jean V du Vivien (1492-?)
- Louis II (?-1513)
- Antoine Le Bègue (1513-1520)
- Jean VI Le Bègue (1520-1537)

### Abbés commendataires
- Robert de Lenoncourt
- Antoine Penel
- Alexis Payen de Corvoisin
- Nicolas de Pellevé
- Jean de Morvillier (1564-1577)
- Jean de Sachy (1579-1612)
- Jacques de Sauzay (1612-1637)
- Louis Le Normand de Beaumont (1637-1656)
- Louis de Béthune (1656-1659)
- François de Béthune (1659)
- Hippolyte de Béthune (1666-1720)
- Nicolas de Courtalvert de Pezé
- Henry Hubert de Courtalvert de Pezé